# C11orf86
C11orf86 (англ. Chromosome 11 open reading frame 86) – білок, який кодується однойменним геном, розташованим у людей на короткому плечі 11-ї хромосоми. Довжина поліпептидного ланцюга білка становить 115 амінокислот, а молекулярна маса — 13 172.
| 10         |  | 20         |  | 30         |  | 40         |  | 50         |
| ---------- |  | ---------- |  | ---------- |  | ---------- |  | ---------- |
| MGTGLRSQSL |  | REPRPSYGKL |  | QEPWGRPQEG |  | QLRRALSLRQ |  | GQEKSRSQGL |
| ERGTEGPDAT |  | AQERVPGSLG |  | DTEQLIQAQR |  | RGSRWWLRRY |  | QQVRRRWESF |
| VAIFPSVTLS |  | QPASP      |  |            |  |            |  |            |

A: Аланін

D: Аспарагінова кислота

E: Глутамінова кислота

F: Фенілаланін

G: Гліцин

I: Ізолейцин

K: Лізин

L: Лейцин

M: Метіонін

P: Пролін

Q: Глутамін

R: Аргінін

S: Серин

T: Треонін

V: Валін

W: Триптофан